# Ліхтарна акула чорночерева
Ліхтарна акула чорночерева (Etmopterus lucifer) —акула з роду Ліхтарна акула родини Ліхтарні акули. Інша назва «чорна акула-люцифер».

## Опис
Загальна довжина досягає 47 см. На верхній щелепі зуби мають високу центральну та 3 пари невеликих бокових верхівок. У неї 5 пар довгих зябрових щілин, довше бризгальців, дорівнює 1/3 ока. Відстань від кінчика морди до першої зябрової щілини майже дорівнює відстані від основи черевних плавців до початку хвостового плавця. Тулуб гладкий. Шкіряна луска з тонкими гачкуватими та конічними коронками, розташовані правильними поздовжніми рядками. Має 2 спинних плавця з колючими шипами. Перший спинний плавець розташовано між грудними та черевними плавцями. Задній плавець у 2 рази більше за передній, а його шип довше за шип переднього плавця. Хвіст помірно довгий. Анальний плавець відсутній.
Забарвлення спини коричнева або темно-сіро-коричнева. Черево та нижня сторона голови має чорний колір. Вище, спереду, позаду черевних плавців, на хвостовому плавці, уздовж тіла є подовжені чорні мітки.

## Спосіб життя
Тримається на глибинах від 153 до 1357 м. Воліє до зовнішнього континентальному та острівних схилах. Здатна світитися у темряві. Активна акула. Іноді утворює невеликі групи. Живиться костистими рибами, кальмарами та креветками.
Статева зрілість настає у самців при розмірі 28 см, самиць — 34 см. Це яйцеживородна акула. Народжені акуленята мають завдовжки 15 см.

## Розповсюдження
Мешкає у Південно-Китайському морі, біля південної Японії, Китаю, Тайваню, північних Філіппін, Нової Каледонії, східної та південної Австралії, Нової Зеландії, Танзанії, Мозамбіку, ПАР, Намібії, Аргентини.